# Didymocantha brevicornis
Didymocantha brevicornis är en skalbaggsart som beskrevs av Thomas Broun 1880. Didymocantha brevicornis ingår i släktet Didymocantha och familjen långhorningar. Inga underarter finns listade i Catalogue of Life.